# Augusta Dohlmann
Henriette Augusta Johanne Dohlmann (9. maj 1847 på Svanemosegård i Frederiksberg Sogn – 22. juni 1914 i Skotterup, Egebæksvang Sogn. Begravet på Frederiksberg ældre Kirkegård.) var en dansk maler.
Augusta Dohlmann var datter af tømrermester og fabrikant Frederik (Frits) August Dohlmann og Anna Sophie født Meyer, datter af kgl. bygningskommissær Johan Andreas Meyer.

## Uddannelse
Efter at have malet en kortere tid hos professor Otto Diderich Ottesen og blomstermaler Oluf August Hermansen rejste Augusta Dohlmann 1878 til Paris, hvor hun studerede videre i Tony Robert-Fleurys atelier. Tilbage i København fik hun sin debut som maler efter sin hjemkomst på Charlottenborgs Forårsudstilling 1880. Samme år vendte hun tilbage til Paris for længere tid og valgte Gustave Courtois og Raphaël Collin som lærere. Efter at have opnået Det anckerske Legat i 1885 og ministeriel understøttelse året efter rejste hun over Holland og Belgien til Paris, hvor hun i nogen tid studerede hos Alfred Stevens.
Et kortere ophold i Firenze og Rom efterfulgtes af studieophold i Paris, med undervisning hos Louis Héctor Leroux og Jean Paul Laurens. I 1889 opnåede Augusta Dohlmann Akademiets stipendium og drog igen til Paris, hvor hun fik undervisning hos Ferdinand Humbert og på Acadèmie Julien, hvor kvinder havde mulighed for at tegne efter nøgenmodel.

## Kunstnerisk virke
Augusta Dohlmann arbejdede en del med portrætter og landskaber; men det er som blomstermaler, at hun både herhjemme og i udlandet blev kendt. Hun blev flere gange inviteret til at deltage i udstillinger i udlandet, og den kendte parisiske kunsthandler, Durand-Ruel, modtog hendes malerier i kommission. Årene i udlandet gav hende kendskab til fransk realisme og impressionisme, og hun var dermed med til at påvirke dansk malerkunst i en ny og mere fri stil. I forbindelse med erhvervelsen af to af Augusta Dohlmanns malerier bringer Den Hirschsprungske Samling et citat af kunsthistorikeren Sigurd Müller, som skrev om hende i 1896: Nu staar hun i dansk Kunst som en af sit Fags aller dygtigste Repræsentanter, udmærket ved Kompositionstalent og meget Evne for Formkarakteristik, endnu mere dog ved sjælden koloristisk Dygtighed og et overordentligt energisk malerisk Foredrag; mellem de danske Blomstermalere er hun utvivlsomt den "mandigste". Ogsaa som Portrætmalerinde har hun opnaaet smukke Resultater. 

## Udstillinger
- 1880-1914 Charlottenborgs Forårsudstilling (debut 1880)
- 1883, 1888 Nordisk Kunstudstilling, København
- 1889 Verdensudstillingen, Paris
- 1891 Internationale Kunstausställung, Berlin
- 1893 Verdensudstillingen, Chicago
- 1895 Grosse nordische Kunstausställung, Lübeck
- 1895 Kvindernes Udstilling, København
- 1907-1908 Kunstnernes Efterårsudstilling KE
- 1908,1909 og 1911 Charlottenborgs Efterårsudstilling
- 1920 Kvindelige Kunstneres Retrospektive Udstilling, København (Afdelingen med ældre arbejder)
- 1932 Kvindernes Udstilling, København

### Separatudstilling
Marts 1898 (sammen med den svenske kunstner Ellen Jolin (1854-1939), billedhuggeren Agnes Lunn og maleren J.P.v. Wildenrath (1861-1904).

## Værker i offentlig eje
- Asters, 1891, Gisselfeld
- Gule roser i muslingeskal, 1884, Museet på Koldinghus
- Syrener og iris, tidligere Ribe Stiftsmuseum, solgt 1946
- Gadeparti fra Aalborg, Kunsten Museum of Modern Art, Aalborg
- Blomster i en vase, tidligere Kunsten Museum of Modern Art, solgt 1945
- En kobbervase med syrener, tidligere ARoS
- En italienerinde med rødt hovedtørklæde og øreringe, 1891, Den Hirschsprungske Samling, København 2022
- Aurikler i en botaniserkasse, 1896, Den Hirschsprungske Samling 2022

## Organisatorisk virke
Augusta Dohlmann var en forkæmper for lighed for kvinder, og hun var aktivt med i en komité for oprettelsen af Kunstakademiets Kunstskole for Kvinder. Hun var medlem af komitéen bag Kvindernes Udstilling 1895 og blev i 1897 det første kvindelige medlem af bestyrelsen for Kunstnerforeningen af 18. november indtil 1901. Desuden kæmpede hun for, at hendes yngre kvindelige kolleger lettere kunne få tildelt midler fra legater og fonde. I 1901 forfattede hun sammen med billedhuggerne Agnes Lunn, Anne Marie Carl-Nielsen og Johanne Krebs et andragende til Undervisningsministeriet om, at de mandlige kunstnere i Akademirådet ikke forvaltede uddelingen af de statslige, årlige præmiesummer ansvarsfuldt nok. Således tilbageholdt Akademirådet i 1901 1.000 kr. af de 3.000 kr., der var til rådighed for kvinder - alene for at vise, at 3.000 kr. var for meget, i forhold til, at de mandlige kunstnere modtog 12.000 kr., fastslog de fire forfattere. Ministeriet fejede imidlertid andragendet af bordet. Dansk Kvindesamfund gik ind i sagen i 1906, desværre for sent og uden resultat: kravet var, at kvinder burde have sæde i Akademiråd og Skoleråd.
Augusta Dohlmann var stifter af et legat for kvindelige blomstermalere.

## Stillinger og hverv
Undervist privat i tegning og maleri fra midten af 1890erne.